# Rakovski, Dobrici
Rakovski (în bulgară Раковски, în română Crișan) este un sat în comuna Kavarna, regiunea Dobrici, Dobrogea de Sud, Bulgaria. 
Între anii 1913-1940 a făcut parte din plasa Balcic a județului Caliacra, România. Majoritatea locuitorilor erau români și găgăuzi.

## Demografie
Componența etnică a satului Rakovski
     Bulgari (66,96%)
     Nicio identificare (33,03%)
     Altele (0%)
La recensământul din 2011, populația satului Rakovski era de 224 locuitori. Din punct de vedere etnic, majoritatea locuitorilor (66,96%) erau bulgari. Pentru 33,03% din locuitori nu este cunoscută apartenența etnică.